# Alain Caillé
Alain Caillé, född 2 juni 1944, är en fransk sociolog som gjort antropologiska och sociologiska studier om ekonomi utifrån begreppet gåva. Han har medverkat till återupptäckten av Marcel Mauss, vars analyser kommit att överskuggas av Émile Durkheims, hans morbror och läromästare.
Han är professor emeritus från Paris 10 och är en av grundarna av den anti-utilitaristiska rörelsen "MAUSS" (Mouvement Anti-Utilitariste dans les Sciences Sociales) och leder dess tidskrift Revue du MAUSS. 

## Forskning
Alain Caillé har gjort arbeten inom flera inriktningar.
Under 1980- och 1990-talen ställde han sig i främsta ledet för en radikal kritik av den samtida ekonomin och utilitarismen inom samhällsvetenskaperna. Hans manifest Critique de la raison utilitaire (Kritik av det utilitaristiska förnuftet) ställer allt på ända inom human- och samhällsvetenskaperna: han manar till iståndsättandet av ett alternativ till det utilitaristiska paradigmet, som enligt honom dominerat dessa discipliner sedan många århundraden. 
Alain Caillés kritik av det utilitaristiska paradigmet omfattar allt vetande bortom alla ideologiska skiljelinjer.  
Men långt ifrån att förneka att egenintresset är ett mäktigt motiv för handlandet, kritiserar han framförallt ståndpunkten att göra detta paradigm  till enda förklaringen till alla sociala fenomen.
I linje med Durkheim och Mauss är Alain Caillé övertygad om att de enskilda människorna inte enbart motiveras av materiell vinning; de följer i lika hög grad ett värdesystem. I en tid när vi, enligt Caillé, övertygas om att inget undgår det allsmäktiga egenintresset, avfärdar han den metodiska individualism som tenderar att blanda ihop individen som samhällsvarelse med homo oeconomicus, en (fiktiv) ständigt beräknande utilitarist.
Samhällslivet kan inte reduceras till en enkel addition av individuella handlingar. Gåvan är ett utbyte som görs av den enskilde - inte genom ett rationellt beslut med tanke på en viss vinst - utan genom behovet av att ge sig en anknytning till samhället. Gåvan tjänar som en social förbindelse. Fjärran från allt vad idealism är presenteras i denna teori inte gåvan som en oegennyttig handling i religiös bemärkelse. Det finns nämligen en vinning med gåvan. Den att tillhöra samhället. 
Alain Caillé varnar vidare för politiker, som i krissituationer mer och mer åberopar sociologin. Denna samhällsvetenskap riskerar nämligen att stranda på ett utilitaristiskt grund.

## Publikationer
- Splendeurs et misères des sciences sociales : esquisses d'une mythologie, Librairie Droz, 1986
- Critique de la raison utilitaire, La Découverte, 1989
- Don, intérêt et désintéressement, La Découverte, 1994
- Anthropologie du don, Paris, Desclée de Brouwer, 2000
- Histoire raisonnée de la philosophie morale et politique; le bonheur et l'utile (sous la dir. de A. Caillé, Ch. Lazerri et M. Senellart) La Découverte, 2001
- Critique de la raison utilitaire, La Découverte, 2003
- Don, intérêt et désintéressement : Bourdieu, Mauss, Platon et quelques autres, édition revue et augmentée, La Découverte, 2005
- Dé-penser l'économique - Contre le fatalisme, La Découverte, 2005 (Bibliothèque du M.A.U.S.S.)
- Quelle démocratie voulons-nous? (sous la dir.), La Découverte, collection Sur Le Vif, 2006
- Anthropologie du don : Le tiers paradigme, La Découverte, 2007
- Histoire raisonnée de la philosophie morale et politique, avec Michel Senellart, Christian Lazzeri, Collectif, Flammarion / Champs, 2007
- De l'Antiquité aux Lumières ISBN 978-2081208810
- Des Lumières à nos jours ISBN 978-2081208919
- La Quête de reconnaissance - nouveau phénomène social (sous la dir.), La Découverte, collection Textes à l'appui / Bibliothèque du M.A.U.S.S., 2007
- Individualisme ou parcellitarisme ? Quelques incertitudes., Revue du MAUSS|Revue du MAUSS permanente, 28 février 2008
- Identités de l'individu contemporain (dir.), 2008 ISBN 978-2845972636
- Théorie anti-utilitariste de l'action : Fragments d'une sociologie générale, La Découverte, 2009 ISBN 9782707157485
- De gauche ?, avec Roger Sue, Fayard, 2009 ISBN 9782213637891
- Du convivialisme, dialogues sur la société conviviale à venir', Alain Caillé, Marc Humbert, Serge Latouche et Patrick Viveret, Editions La Découverte, 2011
- Pour un manifeste du convivialisme, Editions Le Bord de l'Eau, 2011
- L'idée même de richesse, Editions La Découverte, 2012
- Sortir du capitalisme. Le scénario Gorz, par Alain Caillé et Christophe Fourel (dir.), Le Bord de l'eau, 2013, 212 p.